# André Marie
André Marie (Honfleur, 3 dicembre 1897 – Rouen, 12 giugno 1974) è stato un politico francese.
È stato il Primo Ministro della Repubblica francese dal 26 luglio al 5 settembre 1948.